# 飞虹路 (杭州)
飞虹路，是浙江省杭州市的一条“U”形道路，南起闻涛路、观澜路口，北至观澜路口，全场8.2公里。鸿宁路以北段的工程名为环路，而现在的通文西路的工程名为飞虹路。本道路同样不是位于西湖区，曾用名飞虹路的天虹街。
由于临近杭州奥体中心，在2022年亚洲运动会期间，部分车道被划为“亚运数字专用车道”，在大型活动举行时也会进行交通管制。

## 相交道路
- 南：闻涛路，北：观澜路
- 科技馆街
- 奥体街
- 滨盛路
- 丹枫路
- 七甲闸弄
- 奔竞大道
- 利丰路
- 笃学路
- 博奥路
- 守信路
- 盈丰路
- 仁孝路
- 书音路
- 金鸡路
- 民和路
- 恒明巷
- 永晖路
- 市心北路
- 鸿宁路
- 民祥路
- 东：通文路，西：通文西路
- 丰北路
- 奔竞大道
- 拾久街
- 平澜路
- 亚运村路
- 观澜路

## 地铁
- 滨盛路口、七甲闸弄口：67奥体中心站
- 市心北路口：2飞虹路站